# Съкровище в двореца
„Съкровище в двореца“ (на корейски: 대장금 или 大長今) е южнокорейски сериал, излъчен за първи път между 15.09.2003 г. и 23.03.2004 г. по корейската телевизия MBC. Излъчването му чупи толкова рекорди, че е трудно да бъдат изброени. Средният рейтинг на излъчените епизоди в реално време е около 47%, а при някои от епизодите достига до 57,8%.
Сериалът е базиран на истинската история на първата жена лекар в кралския двор – Чан Гъм, която е и първата жена, получила правото да лекува краля на Чосон в общество, доминирано от мъжете, където дори кралицата е получавала лекарски грижи от медицинска сестра.
„Съкровище в двореца“ успява да обедини две изключително трудни за съчетаване теми – историята на една успяла жена в доминирания от мъже Чосон и богатството на корейската кухня, вдъхновявайки много от жените пред малкия екран не само да творят в кухнята, но и да се борят за мечтите си.
След като превзема Корея, историята на Чан Гъм поема по света, потопявайки го в Корейската вълна (Халю), която накара много хора да се влюбят в Корея. През май сериалът е излъчен в Тайван и не просто се радва на по-сериозен успех от местните продукции, но и става най-гледания сериал същата година. В резултат много тайвански туристи се отправят по стъпките на Чан Гъм и посещават местата на заснемане на сериала. През годините в дългия списък от държави, излъчили сериала, се добавят още 91 страни, а от 2018 г. и България.

## Актьорски състав
- И Йонг Е – Со Чан Гъм
- Джи Джин Хи – Мин Чонг Хо
- Хон Ри На – Че Гъм Йонг
- Им Хо – Крал Чунгджонг
- Гьон Ми Ри – Че Сонг Гъм / Лейди Че
- Янг Ми Кьонг – Хан Бек Йонг / Лейди Хан
- Пак Чан Хуан – Со Чон Су, бащата на Чан Гъм
- Ким Хе Сон – Пак Мьонг И, майката на Чан Гъм
- Им Хьон Шик – Канг Дук Гу
- Гъм Бо Ра – На Джу Дек

## В България
В България сериалът започва на 30 юли 2018 г. по БНТ 1 и завършва на 7 септември. Ролите се озвучават от Татяна Етимова, Елисавета Господинова, Десислава Знаменова, Георги Стоянов и Росен Русев.